# Инсаровка
Инсаровка — деревня в Ичалковском районе Республики Мордовия. Входит в состав Ладского сельского поселения.

## География
Расположена на р. Инсар, в 23 км от районного центра и 5 км от железнодорожной станции Атьма.

## История
В «Списке населённых мест Пензенской губернии» (1869) Самодуровка — деревня владельческая из 24 дворов (127 чел.) Саранского уезда. В 1894 году в селе было 32 двора (212 чел.), в 1931 г. — 71 хозяйство (228 чел.).
24 июля 1952 году деревня Самодуровка переименована в Инсаровку.
В 1986 году в состав Инсаровки вошли с. Рожновка, Хилково и Сыропятово. В 1997 году колхоз «Победитель» (создан в 1931 году в Рожновке) был преобразован в СХПК «Инсаровский».
В современной Инсаровке имеется школа, библиотека, клуб, магазин.

## Население
| 2002 | 2010 |
| ---- | ---- |
| 338  | ↘296 |

Национальный состав
Согласно результатам переписи 2002 года, в национальной структуре населения русские составляли 90 %

## Источник
- Энциклопедия Мордовия, А. А. Ксенофонтова.